# Eugene Drenthe

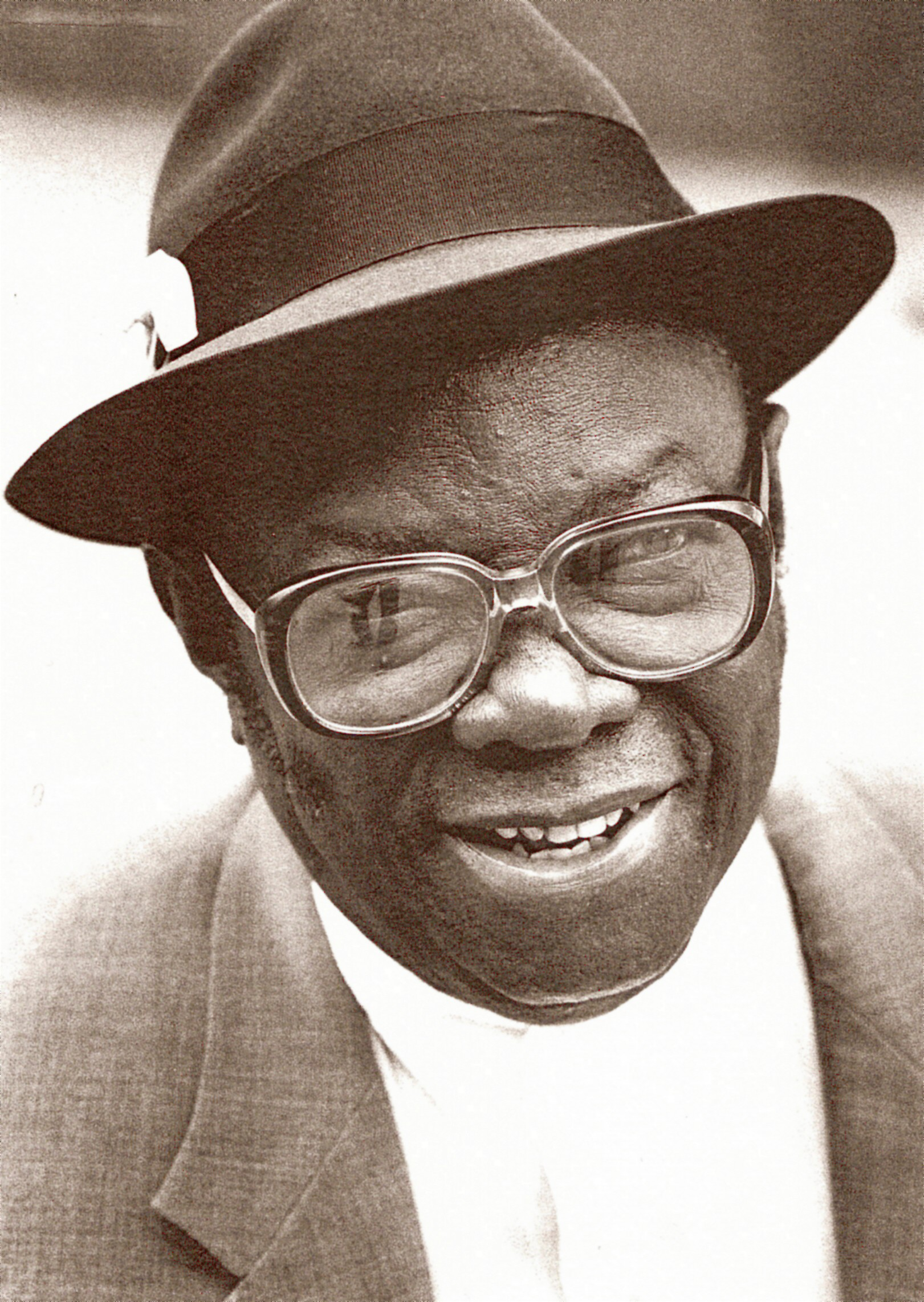
Eugène Drenthe.

Eugène Constantijn Donders Drenthe (Laarwijk, Guayana Neerlandesa-12 de diciembre de 1925– Róterdam, 30 de marzo de 2009) fue un prominente poeta y dramaturgo surinamense.

## Biografía
Drenthe nació en Laarwijk, Guayana Neerlandesa. Falleció en Róterdam, los Países Bajos, el 30 de marzo del 2009, a la edad de 83 años.
Estudió dramaturgia y se formó de la mano de Emilio Meinzak, Anton Sweers y Henk Zoutendijk. A partir de 1959 escribió y dirigió desde dramas hasta shows folclóricos –en total casi 30 puestas en escena– que mostraban la vida cotidiana de los habitantes africana de Surinam, por ejemplo se destacan Rudy, het voetbaljongetje (Rudy el futbolista) (1959), el drama folk Katibo bagasi [El peso de la esclavitud] (1998) y Djompo abra [Salto adelante] (1977). En la obra Eigen oogst/ Apna phal (1988) se ocupó de un tema «clásico» hindú: el adúltero. Escribió cuatro libros de poesía en Sranan y neerlandés, en un idioma compacto: Skuma/ Schuim (1982), Sroysi/ Sluis (1984), Sipi/ Schip (1991) y Bromtyi/ Bloemen (Flores) (2000).